# IC 5079
IC 5079 је ознака објекта на координатама са ректансцензијом 21h 5m 30,0s и деклинацијом - 56° 14" 54'. Открио га је Роберт Торберн Ејтон Инес, 26. новембра 1897. Каснијим посматрањима на том положају није уочен никакав астрономски објекат.